# Casa Arthur-Dubuc
La casa Arthur-Dubuc è una storica residenza di Montréal in Canada, progettata dall'architetto Alphonse Raza e costruita nel 1894. La residenza, situata lungo la rue Sherbrooke Est tra rue Saint-Denis e rue Amherst, ricade nella circoscrizione di Ville-Marie.

## Storia
Nel 1894 l'imprenditore Dubuc acquistò tre lotti contigui al Seminario del Québec e vi fece erigere una grande residenza su tre livelli. L’architetto Alphonse Raza venne incaricato del progetto e dei lavori. Il proprietario, tuttavia, morì nel 1895, e la casa venne venduta dai suoi eredi nel 1901. Nel 1927 il Circolo Canadese divenne proprietario dell'immobile preoccupandosi di farlo ingrandire prima di stabilirvisi. Due piani vennero così aggiunti nel retro e sul lato orientale della residenza.
Nel 1997 la casa Arthur-Dubuc è stata interessata da lavori di ristrutturazione ed è stata divisa in appartamenti.